# Chrysonotomyia postmarginaloides
Chrysonotomyia postmarginaloides är en stekelart som först beskrevs av Saraswat 1975.  Chrysonotomyia postmarginaloides ingår i släktet Chrysonotomyia och familjen finglanssteklar. Inga underarter finns listade i Catalogue of Life.